# Рождественская омела

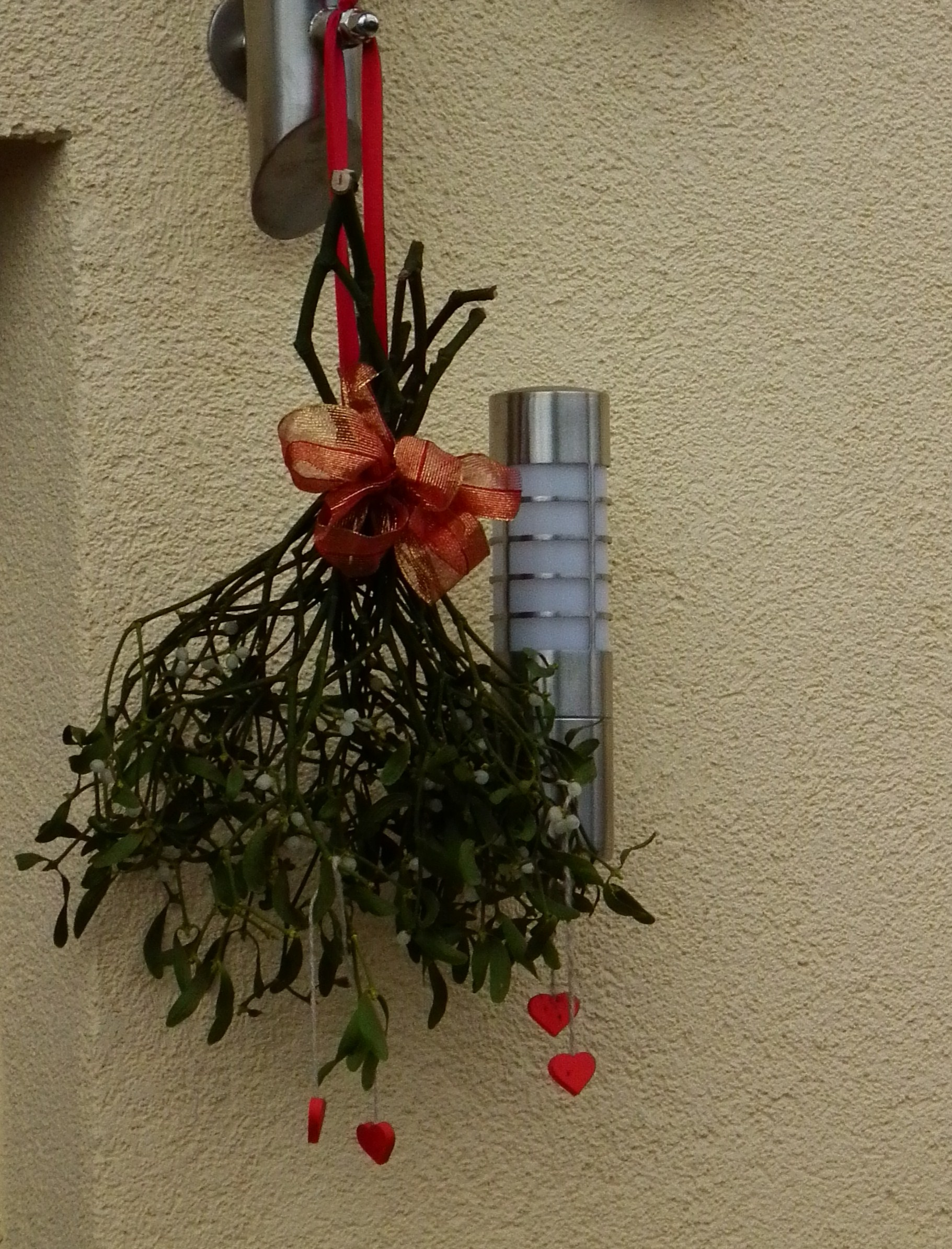
«Ветка поцелуев» в простом исполнении

«Рождественская омела» , или «Ветка поцелуев» — основное традиционное рождественское украшение в Англии, до распространения рождественской ёлки во второй половине XIX столетия.

## Описание обычая

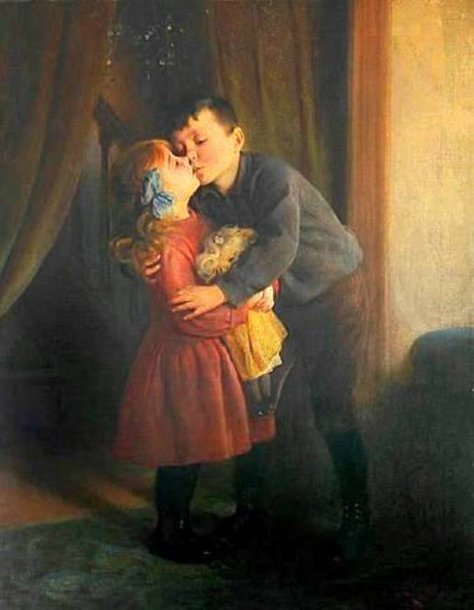
«Под омелой» (Карл Витковский, 1860—1910).

Вероятно, обычай украшать ветками омелы праздники, приходящиеся на дни зимнего солнцестояния, сохранился в Англии со времён друидов, которые считали вечнозелёную омелу священным растением. Изначально простые пучки омелы подвешивали к потолку. Традиционное английское украшение имеет форму двойного кольца или сферы с каркасом из проволоки, которая полностью покрывается зеленью: омелой, плющом, падубом. Красные яблоки, груши или апельсины могут быть связаны лентами и подвешены в центре. Кроме того, к каркасу могли крепиться свечи. Другой формой «рождественской омелы» являлась только верхняя часть полусферы..
Персону, случайно оказавшуюся под висящей веткой омелы, позволялось поцеловать любому. Отсюда происходит название «ветка поцелуев».

## В культуре
- В книге «Гарри Поттер и Орден Феникса» и в одноименном фильме Гарри Поттер и Чжоу Чанг целуются под омелой.